# Ізотов Сергій Васильович
Ізотов Сергій Васильович (нар. 25 серпня 1868 — пом. ?) — старшина Дієвої армії УНР.

## Життєпис
Закінчив кадетський корпус, Київське піхотне юнкерське училище, вийшов до 48-го піхотного Одеського полку (Меджибіж). Брав участь у Першій світовій війні. У 1917 році — полковник, командир 45-го піхотного Азовського полку.
В Армії Української Держави — командир 12-го пішого Могилівського полку. З 1 жовтня 1918 — командир 5-го пішого Кременецького полку. З 30 січня 1919 — старшина для доручень інтендантського управління 10-го дієвого корпусу Дієвої армії УНР. Станом на 26 вересня 1919 року — начальник 2-ї частини інспекторського відділу штабу Армії УНР. Подальша доля невідома.